# Juan Juderías Cano
Juan Juderías Cano (Aragó ? - València 1966) va ser un empleat de banca i polític que va realitzar una part important de les seves activitats a Reus.
D'origen aragonès, va fer cap a Reus com a funcionari de la sucursal del Banc d'Espanya a la localitat el 1928. Militant d'Acció Popular Catalana, va tenir diversos càrrecs a la cúpula dirigent de la delegació reusenca d'aquest partit. En la postguerra va ser regidor del consistori franquista del 1940 al 1943, on ocupà la regidoria d'hisenda. Va ser el president de la junta constituïda per aixecar el monument dels caiguts a la ciutat a la "Avenida de los Mártires", avui plaça de la Llibertat, un projecte de l'arquitecte municipal Antoni Sardà, i imposà quotes econòmiques als ciutadans, en funció dels recursos que tenien, que ell, com a banquer, coneixia perfectament. A la inauguració del monòlit, el 29 d'octubre de 1940, Juan Juderías va dir que era l'homenatge de les "clases conservadoras" als "soldados sin caudillo que fueron cobarde y alevosamente asesinados" en els moments inicials de l'anarquia que es produí a l'esclatar l'aixecament feixista. Va promoure la "I Feria Oficial de Muestras de la Provincia de Tarragona" l'any 1942, que s'anà repetint al llarg dels anys amb diversos noms, i actualment encara es realitza a la Fira de Reus. Va ser president de la junta liquidadora del Círcol, creada el 1940, i convocà una reunió general de socis el 1942 per ratificar les accions d'aquella junta que volien dissoldre la societat. Els socis s'hi van oposar. Va organitzar a Reus diverses associacions, com ara "Los Caballeros del Pilar" amb persones vingudes de l'Aragó. Cap al 1946 va ser traslladat a València, a la direcció del Banc d'Espanya a aquella localitat. En morir va deixar al Museu de Reus una col·lecció d'objectes i quadres que havia format.